# 薰衣草色

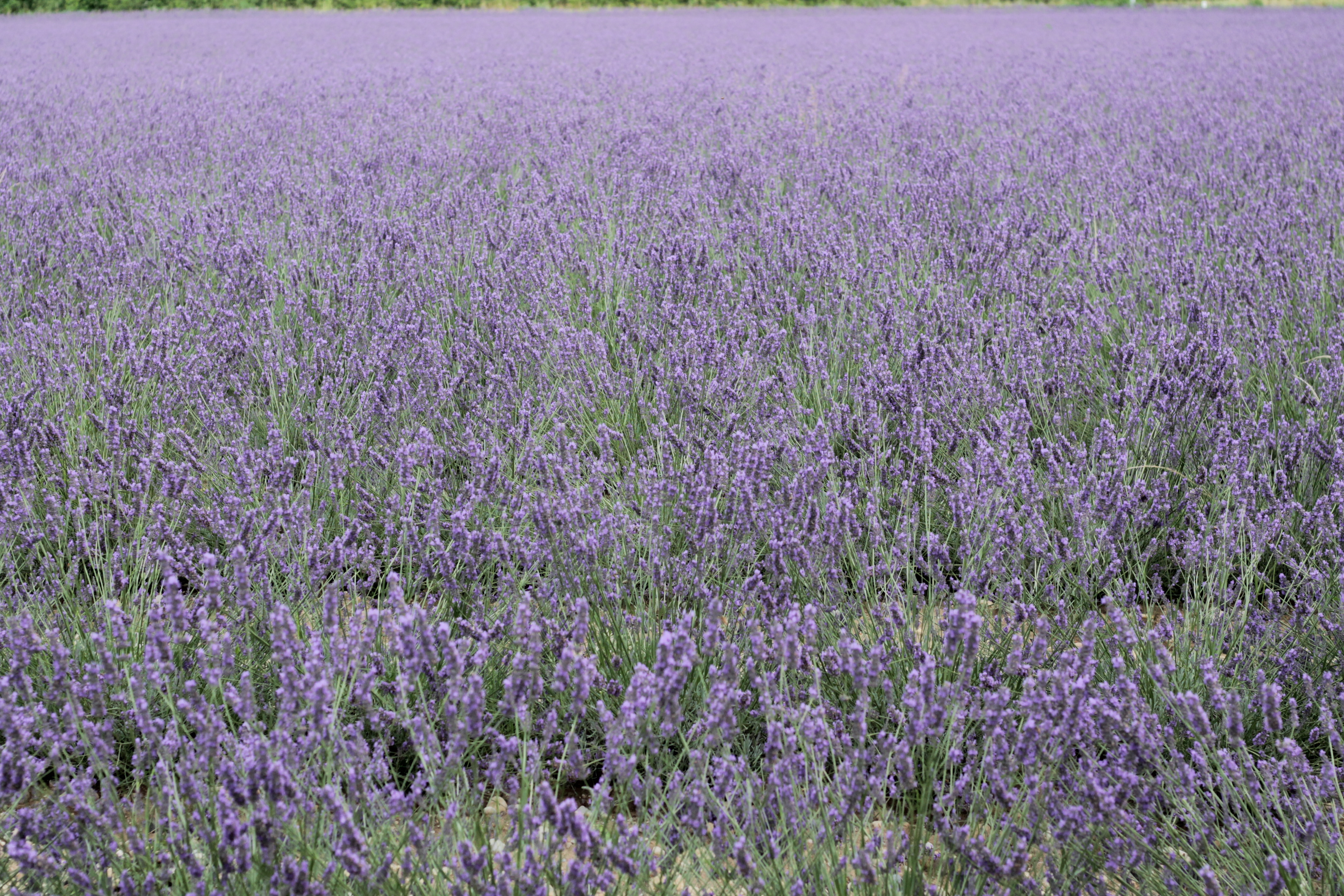
薰衣草色因薰衣草而得名。

薰衣草色（又稱淡紫色），是一種紫色系與藍色系的顏色，以薰衣草為名。薰衣草色的互補色是橄欖色。